# Matthew Winkler
Matthew Winkler est un journaliste américain qui fut cofondateur et rédacteur en chef de l'agence de presse Bloomberg News, filiale de Bloomberg LP. 

## Biographie
Matthew Winkler est né le 1er juin 1955 à New York et a étudié au Kenyon College, où il est diplômé en histoire et en droit. Il a épousé Lisa Klein Winkler, qui lui a donné trois enfants et vit dans New Jersey.
Matthew Winkler a commencé sa carrière dans le journalisme au Kenyon Collegian puis au Mount Vernon News alors qu'il était encore étudiant, puis devient reporter au magazine financier The Bond Buyer. De 1980 à 1990, il est reporter à London et New York pour le Wall Street Journal, le magazine Barron's, et fonde le Dow Jones Capital Markets Report. De 1991 à 1994, il écrit des éditoriaux financiers pour le magazine Forbes.
En 1990, il est cofondateur et rédacteur en chef de l'agence de presse Bloomberg News, filiale de Bloomberg LP. Il y définit une politique rédactionnelle résumée par le principe des "Cinq F":
- First word (publier les informations le premier)
- Factual Word (le faire en restant factuel)
- Fastest Word (l'effectuer sans délai, ni dans la publication ni dans la compréhension)
- Final Word (publier des articles qui font autorité dès leur publication)
- Future Word (informer en étant tourné vers l'avenir)

Matthew Winkler est aussi coauteur de plusieurs livres, parmi lesquels Bloomberg by Bloomberg et The Bloomberg Way: A Guide for Reporters and Editors,.
Cette règle des cinq F s'inspire, en la détournant, d'un principe plus général et plus universel, celui des Cinq w du journalisme: "who did what, where and when, and why" (qui a fait quoi, où, quand et pourquoi ?) auquel toute dépêche doit répondre dans son premier alinéa, selon Roy W. Howard, le premier patron de l'agence de presse United Press International.